# 四重音字
四重音字（しじゅうおんじ）または四重字（しじゅうじ）とは、アルファベット4字の組み合わせで、それぞれの字の本来の音とは異なる新たな音を表すものをいう。しばしば、四重音字によってのみ表記可能な音素がある。

## 例

### ドイツ語
- tsch /tʃ/ - Deutsch /dɔɪ̯tʃ/ 「ドイツ語」
- dsch /dʒ/ - Dschungel /dʒʊŋl̩/ 「密林」